# ゲキ★ヤス土日乗り放題きっぷ
ゲキ★ヤス土日乗り放題きっぷ（ゲキヤスどにちのりほうだいきっぷ）は、九州旅客鉄道（JR九州）が期間限定で発売した特別企画乗車券である。

## 概要
指定された期間内の連続する土曜日・日曜日の2日間、JR九州全線（九州新幹線を含む）に乗り降り可能だった。
追加料金を払わない場合、普通車自由席に自由に乗り降りすることができ、後述のように追加料金で指定席やグリーン車の利用も可能だった。
| 商品番号 | 商品名                      | 種別                     | 発地              | 着地              | 備考                     |
| -------- | --------------------------- | ------------------------ | ----------------- | ----------------- | ------------------------ |
| 586-01   | ゲキ★ヤス土日乗り放題きっぷ | 乗車券・幹在自由席特急券 | 九州旅客鉄道全線  | 九州旅客鉄道全線  | 本券のみで指定席利用不可 |
| 196-24   | 指定差額券                  | 幹在指定席特急券         | 九州旅客鉄道の1駅 | 九州旅客鉄道の1駅 | 586-01と同時使用時に有効 |

## 沿革
2007年に国鉄分割民営化20周年を記念して大人10,000円、小児5,000円で発売開始。
2008年は『ゲキ★ヤス土日乗り放題きっぷ』という名称ではないが、発売額・利用条件ともに同様の条件の企画乗車券を8月末2日間の利用日限定で「夏の思い出きっぷ」という名称で発売した。
2009年に再度「ゲキ★ヤス土日乗り放題きっぷ」の名称で再度発売された。大人用の発売額は2007年と同じく10,000円としたが、小児用は1,000円に値下げし、大人用とセットでのみの発売に変更された（発売枚数は大人券1枚につき3枚まで）。以来何度か発売されたが、2010年8月20日から2010年12月17日までの発売分を最後に発売終了した。

### 利用期間
- 2007年
  - 6月16日から7月1日
- 2009年
  - 5月9日から7月12日
- 2010年
  - 1月16日から3月7日
  - 6月12日から6月27日
  - 8月20日から12月17日

## 利用条件等
- 利用開始の前日金曜日まで発売。当日利用の発売はなかった。
- 利用可能日は利用期間内の連続する土曜日・日曜日の2日間だった。
- 指定料金券・グリーン料金券を購入することで、普通車指定席・グリーン車指定席への乗車が可能だった（これにより、JR九州の全列車（イベント・団体列車等を除く）に乗車可能となる）。
- 日曜日において乗車中の列車が月曜日にまたがって運行をする場合、その列車を下車するまで有効だった。